# Фенилпировиноградная кислота
Фенилпировиноградная кислота, по своей анионной форме известная также как фенилпируват — простейшая жирноароматическая α-кетокислота, бесцветные кристаллы с характерным запахом.

## Биосинтез
В природе синтез фенилпирувата осуществляется через стадии образования шикимата, хоризмата, префената. Фенилпируват de novo синтезируют микроорганизмы, грибы и растения. Фенилпируват метаболически тесно связан с протеиногенными аминокислотами фенилаланином и тирозином. Подробнее биосинтез фенилпирувата рассмотрен в статье шикиматный путь.

## Лабораторный синтез
Лабораторный синтез фенилпировиноградной кислоты основан на гидролизе α-ацетиламинокоричной кислоты, получаемой, в свою очередь, гидролизом азлактона, образующегося в реакции Эрленмейера из ацетилглицина и бензальдегида.
Фенилпировиноградную кислоту получают также из бензилхлорида. Метод основан на взаимодействии бензилхлорида с малоновым эфиром или с оксидом углерода (II) и водой в присутствии катализатора.

## Нарушение обмена
Фенилпировиноградная кислота в организме человека и животных находится в равновесии с аминокислотой фенилаланин. В норме избыток фенилаланина превращается преимущественно в тирозин. При врожденном отсутствии (или снижении активности) фермента фенилаланингидроксилазы (фенилаланин-4-монооксигеназа, КФ 1.14.16.1), гидроксилирующей фенилаланин в тирозин, основным путём метаболизма фенилаланина становится трансаминирование с образованием фенилпировиноградной кислоты. Это ведёт к нарушению миелинизации нервных волокон и слабоумию (фенилкетонурия).

## Обнаружение в растворах
С хлорным железом в водном растворе образует окрашенный в сине-зеленый цвет комплекс, эта реакция используется для определения фенилпировиноградной кислоты в моче при фенилкетонурии (проба Феллинга).